# Eremisca vernalis
Eremisca vernalis là một loài ruồi trong họ Asilidae. Eremisca vernalis được Zinovjeva miêu tả năm 1956. Loài này phân bố ở vùng Cổ Bắc giới.